# Гаррі Коніль
Гаррі Коніль — гаїтянський академік, соціальний працівник, прем'єр-міністр країни з жовтня 2011 до травня 2012 року, та вдруге з 3 червня 2024.

## Глава уряду
Процес ратифікації його кандидатури розпочався 8 вересня 2011 року. В парламенті виникли суперечки, чи може Гаррі Коніль бути висунутим на цей пост, оскільки відповідно до конституції він мав проживати не менше п'яти років поспіль на території країни. Президент підтримав висування, аргументувавши це тим, що Гаррі Коніль працював лікарем у системі ООН та може бути звільненим від такої вимоги.. Палата депутатів 16 вересня одностайно ухвалила його кандидатуру, 5 жовтня парламент підтвердив призначення, тим самим Гаррі Коніль став 16-м та наймолодшим з часів прийняття чинної конституції прем'єр-міністром Гаїті.
Подав у відставку 24 лютого 2012 року, але продовжував виконувати обов'язки глави уряду до призначення 14 травня на цей пост Лорана Ламота, який став ще молодшим прем'єр-міністром Гаїті..

## Родина
Одружений з Бетті Руссо, дочкою колишнього прем'єр-міністра Гаїті Марка Базена. Мають дочок-двійняток: Сорайю та Гаель.